# Peter Brunnert

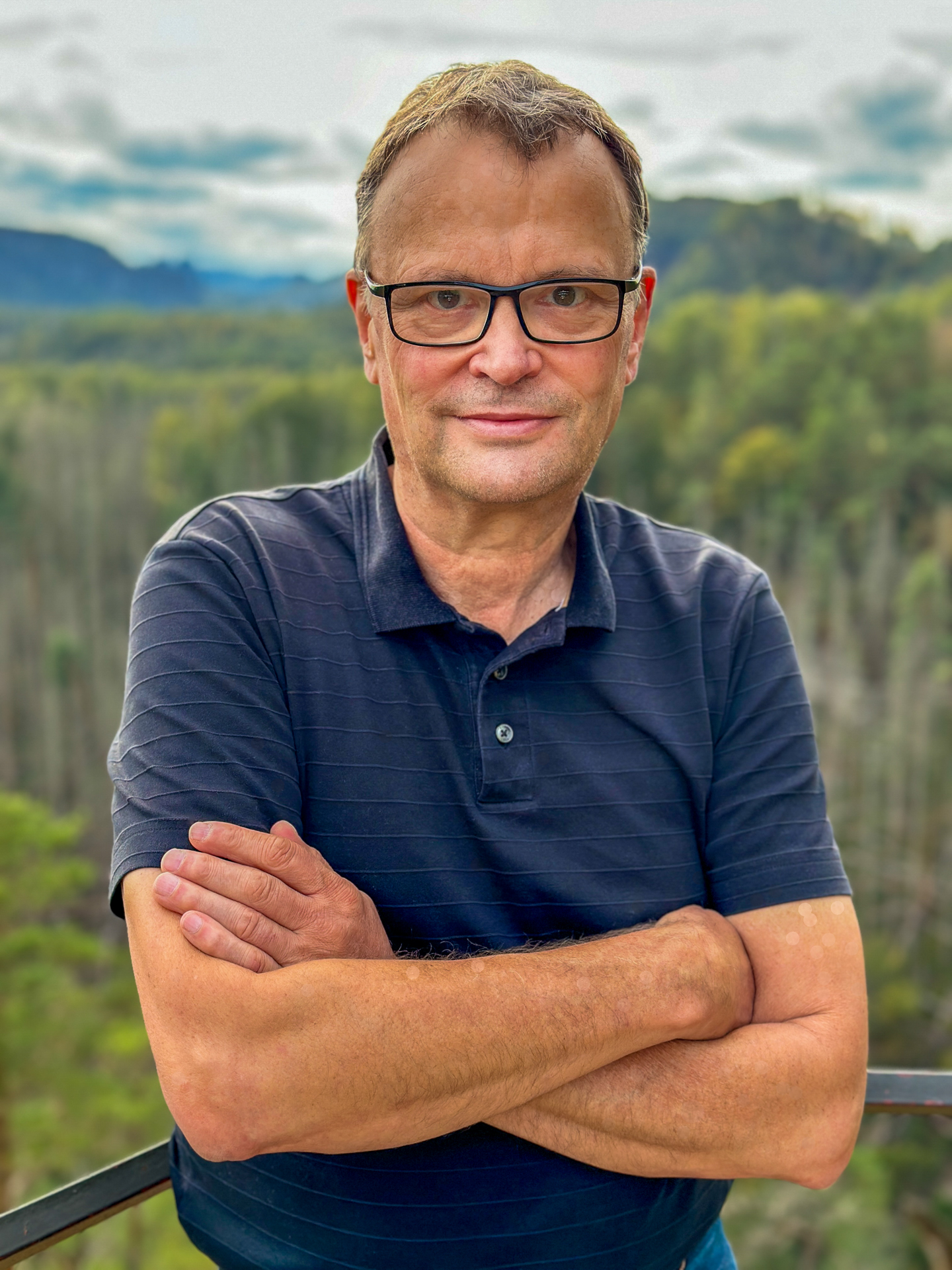
Peter Brunnert (2024)

Peter Brunnert (* 3. September 1957 in Hildesheim) ist ein deutscher Bergsteiger und Autor.

## Leben
Brunnert wuchs im niedersächsischen Hildesheim auf. Seit 1972 ist er als Kletterer und Bergsteiger aktiv. Nach dem Abitur 1976 studierte er von 1977 bis 1983 in Göttingen Romanistik und Leibesübungen für das Gymnasiallehramt. Er schloss das Studium und die Referendarzeit mit dem ersten und zweiten Staatsexamen ab. Es erfolgte eine Zusatzausbildung, und von 1988 bis 2012 war er bei einem Versicherer in Detmold beschäftigt. Während dieser Zeit widmete er sich nebenberuflich bereits seiner Autorentätigkeit. Seit 2006 unternimmt er ausgedehnte Lesungsreisen durch ganz Deutschland. Seit 2013 lebt er als freiberuflicher Autor in Hildesheim und ist für den Panico Alpinverlag tätig. Als Autor zumeist satirischer Kurzgeschichten hat er sich zuletzt als Biograph des berühmten sächsischen Bergsteigers Bernd Arnold einen Namen gemacht. Peter Brunnert ist verheiratet.

## Werke

### Belletristik
- Wir müssen da hoch. Panico-Alpinverlag, Köngen 2002, ISBN 3-926807-98-9.
- Wirklich oben bist du nie. Panico-Alpinverlag, Köngen 2006, ISBN 3-936740-29-1.
- Die spinnen, die Sachsen! Geoquest-Verlag, Halle 2010, ISBN 978-3-00-030606-8.
- Mit alles und scharf. Panico-Alpinverlag, Köngen 2011, ISBN 978-3-936740-77-6.
- mit Georg Sojer, Erbse Köpf und Sebastian Schrank: Abgründe. Panico-Alpinverlag, Köngen 2011, ISBN 978-3-936740-81-3.
- Klettern ist sächsy! Geoquest-Verlag, Halle 2014, ISBN 978-3-00-045472-1.
- Fisch sucht Fels. Panico-Alpinverlag, Köngen 2015, ISBN 978-3-95611-038-2.
- Bernd Arnold – Ein Grenzgang. Panico Alpinverlag, Köngen 2017, ISBN 978-3-95611-080-1.
- Bernd Arnold – Barfuß im Sand. Panico Alpinverlag, Köngen 2020, ISBN 978-3-95611-132-7.
- Bernd Arnold – Riders on the Storm. Panico Alpinverlag, Köngen 2024, ISBN 978-3-95611-158-7.
- Seit 1990 regelmäßige Veröffentlichungen in verschiedenen Zeitschriften und Jahrbüchern (Der Klemmkeil, Alpinismus, Boulder, Rotpunkt, Bergsteiger, Alpin-Magazin, klettern, Outdoor-Magazin, Alpenvereinsjahrbuch u. a.) sowie in Anthologien des Panico-Alpinverlages, Köngen
- 2013 bis 2017 Autor der Kolumne Peter macht Schluss im Magazin klettern

### Hörbücher
- Wirklich oben bist du nie. Panico-Alpinverlag, Köngen 2006, ISBN 3-936740-34-8.
- Die spinnen, die Sachsen! Geoquest-Verlag, Halle 2011, ISBN 978-3-00-035158-7.
- Klettern ist sächsy! Eigenverlag, 2014.
- Die Sachsen-Klassiker. Eigenverlag, 2015.
- Merkwürdige Geräusche. Eigenverlag, 2018.
- Wir müssen da hoch. Eigenverlag, 2018.

### Sachbücher
- mit Hans Weninger: Hoch im Norden. Kletterführer. Panico-Alpinverlag, Köngen 1990, ISBN 3-926807-10-5.
- mit Hans Weninger: Setesdal. Kletterführer. Panico-Alpinverlag, Köngen 2013, ISBN 978-3-95611-000-9.
- mit Arne Grage und Stephen Grage: Hoch im Norden. Kletterführer, Panico-Alpinverlag, Köngen 2013, ISBN 978-3-936740-95-0.
- mit Arne Grage und Stephen Grage: Göttinger Wald. Kletterführer, Panico-Alpinverlag, Köngen 2015, ISBN 978-3-95611-020-7.